# 7041 Nantucket
A 7041 Nantucket (ideiglenes jelöléssel 4081 P-L) a Naprendszer kisbolygóövében található aszteroida. Cornelis Johannes van Houten, Ingrid van Houten-Groeneveld és Tom Gehrels fedezte fel 1960. szeptember 24-én.